# 万福街站

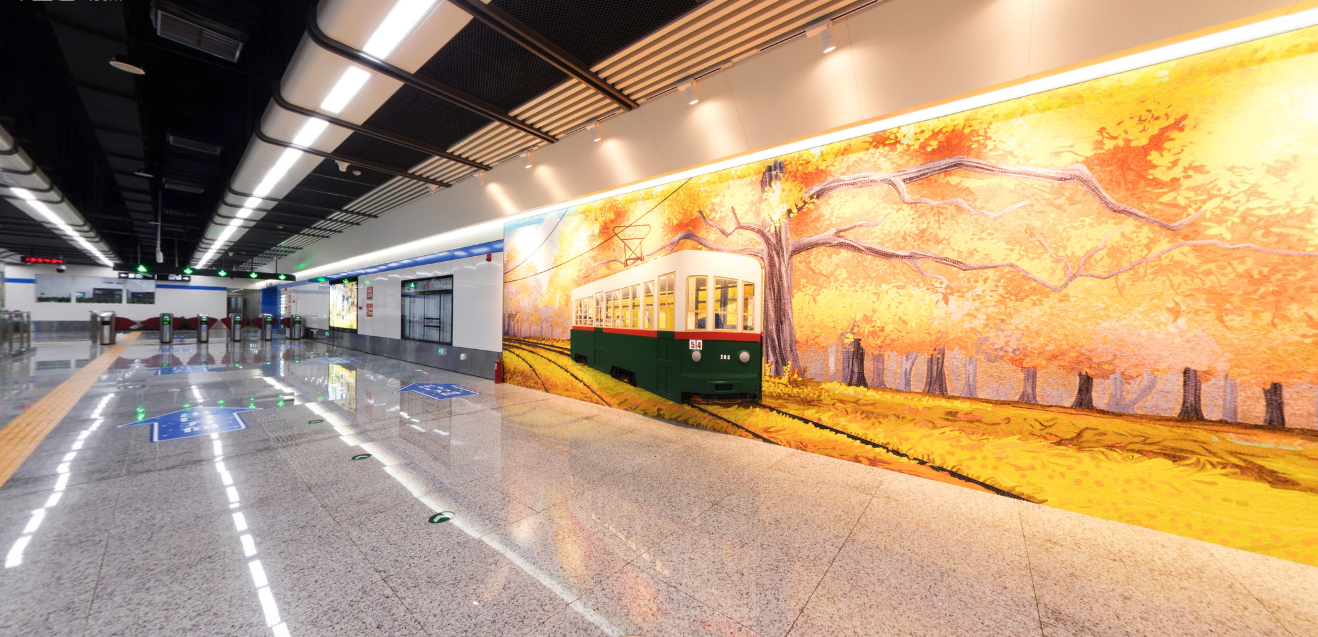
万福街站文化墙，体现本站与有轨电车衔接的特色。

万福街站位于吉林省长春市绿园区，是长春轨道交通2号线车站。

## 车站结构
车站形式为岛式二层车站，地下一层为一站厅，地下二层为二号线站台。车站設有全高屏蔽门。

### 车站楼层
| 地面              | 出入口 | A、B、C、D出入口                                                                                                  |
| 地下一层          | 站厅   | 客服中心、自动售票机、验票机                                                                                      |
| 地下二层          | 站台   | \| \| \| █ 2号线往汽车公园（和平大街） \| \| 島式 · 開左邊车门 \| \| \| \| \| \| █ 2号线往东方广场（景阳广场） \| |
|                   |        | █ 2号线往汽车公园（和平大街）                                                                                     |
| 島式 · 開左邊车门 |        | |
|                   |        | █ 2号线往东方广场（景阳广场）                                                                                     |

### 车站出口
车站设置1个出入口，A、B口位于景阳大路北侧，C、D口位于景阳大路南侧。
|          |      |                       |                               |  |
| 出口编号 | 照片 | 出口指示              | 建议前往的目的地              |  |
| 出口 · A |      | 春城大街东 景阳大路北 |                               |  |
| 出口 · B |      | 万福街西 景阳大路北   |                               |  |
| 出口 · C |      | 万福街东 景阳大路南   |                               |  |
| 出口 · D |      | 春城大街东 景阳大路南 | 有轨电车54路 吉林省肝胆病医院 |  |

## 公交换乘
本站可换乘公交234、240、280路万福街站。D出口外约230m有有轨电车54路景阳大路站

## 歷史
- 2018年8月30日 - 2号线试运营。